# Cerro Sanabria
Cerro Sanabria är ett berg i Bolivia.   Det ligger i departementet Potosí, i den södra delen av landet, 400 km sydväst om huvudstaden Sucre. Toppen på Cerro Sanabria är 5 653 meter över havet.
Terrängen runt Cerro Sanabria är huvudsakligen kuperad. Trakten runt Cerro Sanabria är nära nog obefolkad, med mindre än två invånare per kvadratkilometer.. Det finns inga samhällen i närheten.
Omgivningarna runt Cerro Sanabria är i huvudsak ett öppet busklandskap.